# Convenção Haitiano-Americana
A Convenção Haitiano-Americana foi um tratado entre o Haiti e os Estados Unidos, ratificado pelo Senado dos Estados Unidos em 16 de setembro de 1915 (após a ocupação do Haiti pelos Estados Unidos no início daquele ano) que concedeu aos Estados Unidos o direito de fornecer segurança e administrar as finanças do Haiti por um período de dez anos.